# Original Chip Set
OCS (Original Chip Set) — первоначальный чипсет, применявшийся в ранних моделях классической Amiga. Чипсет подвергался многочисленным изменениям, пока ему не пришёл на смену усовершенствованный ECS, а затем и передовой чипсет AGA.
Компьютеры с чипсетом OCS: Amiga 1000, Amiga 500, Amiga 2000, Amiga 2500UX, Amiga 2500, Amiga 1500, Amiga CDTV

## Составляющие чипсета

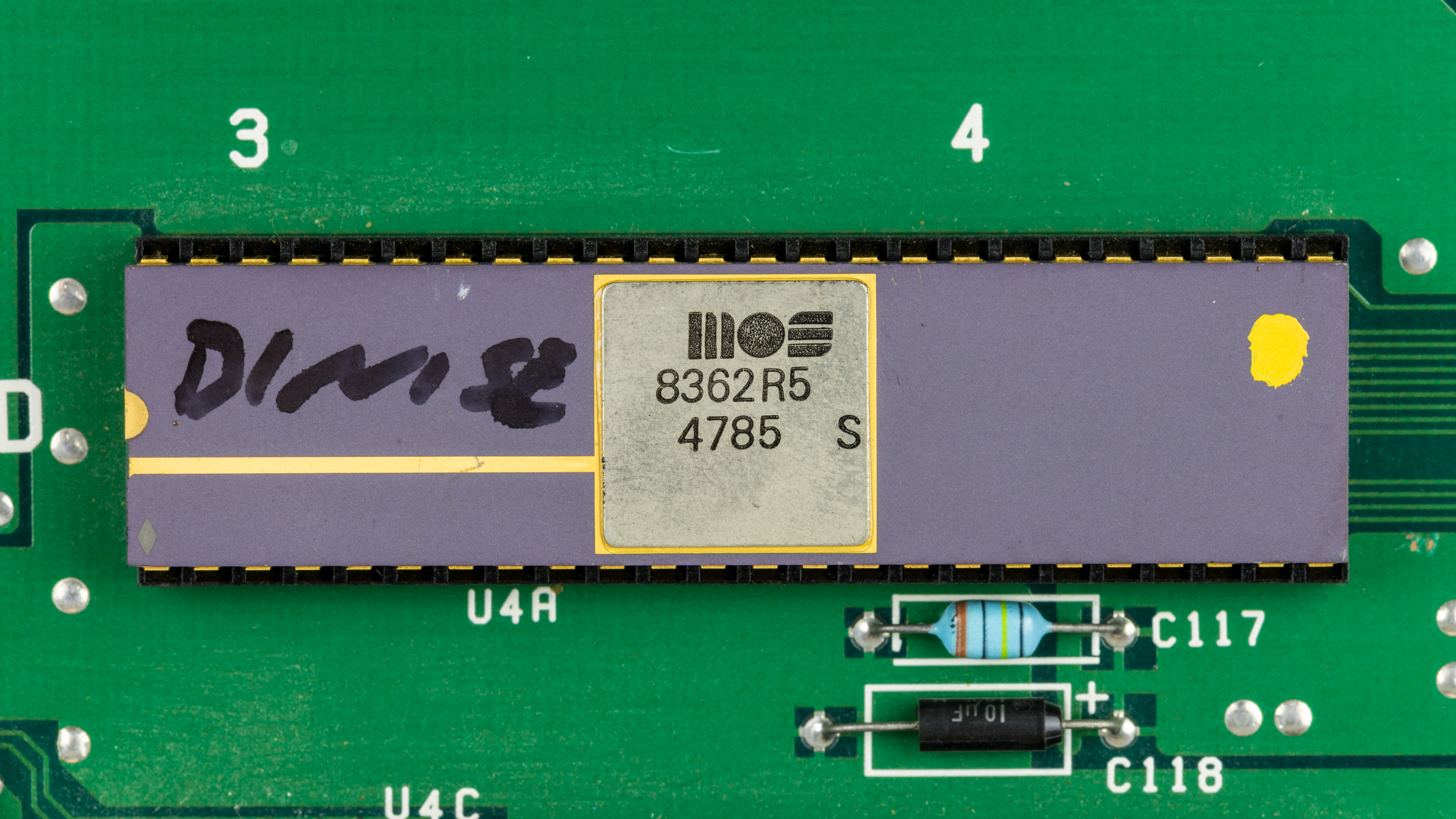
MOS 8362R5 - Denise

Original Chip Set

Чипсет OCS, который реализует (в том числе) уникальные графические возможности классической Amiga состоит из 3 основных микросхем: Agnus, Denise и Paula. OCS (а также ECS) производился корпорацией Commodore с использованием технологии NMOS компании MOS Technology. Все три микросхемы были «свёрнуты» в 48-пиновый DIP-корпус. Более поздние реализации чипа Agnus (известного также, как Fat Agnus) «сворачивались» в 84-пиновый PLCC-корпус.
- Agnus — Основная микросхема, которая управляет доступом к памяти всех остальных компонентов Amiga, от процессора до других микросхем чипсета. Для доступа к памяти используется сложная система приоритетов. Также, содержит в себе блиттер и Copper. Изначально Agnus мог адресовать только 512 Кб Chip-памяти. Более поздняя реализация, Fat Agnus, могла адресовать 1 Мб Chip-памяти.

- Denise — Основной видеопроцессор, который (без использования режима Overscan) может отображать 320 (в режиме Lores) или 640 (в режиме Hires) пикселей по горизонтали, при 200 (NTSC) или 256 (PAL) пикселях по вертикали. Поддерживает интерлейсинг, удваивающий вертикальное разрешение. Отображаемые экраны могут использовать от 2 до 32 уникальных цветов (1—5 бит-планов) из 12-битной палитры (4096 цветов). 6-й бит-план используется либо для режима Half-Brite, в котором возможно отображение дополнительных 32 цветов с половинной яркостью относительно основных, либо для режима HAM6, который позволяет одновременно использовать на экране все 4096 цветов из заданной палитры. Помимо этого, Denise поддерживает 8 аппаратных спрайтов, плавное попиксельное скроллирование экрана, отображаемого на монитор и режим Dual Playfield, в котором два одновременно выводимых экрана могут просвечивать один сквозь другой (позднее эта возможность получила название альфа-канала). Также, этот чип обеспечивает поддержку (и синхронизацию, например с аппаратным спрайтом) для аналоговой мыши и цифрового джойстика.

- Paula — Прежде всего выполняет функции процессора звука c 4 независимыми и аппаратно микшируемыми 8-битными PCM-каналами стерео-звука. Обеспечивает 65 уровней громкости и аппаратную поддержку воспроизведения инструментов с любой частотой дискретизации в диапазоне от 20 Гц до 29 кГц. Фактически, Paula может обеспечивать 14-битный стереозвук (за счёт использования дополнительного бита громкости, имеется программная поддержка в приложениях для студийной обработки звука на Amiga).